# 意亂情迷 (張學友專輯)
《意亂情迷》是香港歌手張學友發行第三張國語專輯，於1988年1月發行，專輯中的新歌有《在清晨道別離》、《昨日情》、《愛情龐克》、《不再是夢》等四首，其他的歌曲則皆來自於其發行的前一張專輯《JACKY》。其中《思念》是由羅大佑為其量身打造的歌，為該張專輯最受歡迎的歌曲。該張專輯發行初期僅有黑膠唱片及錄音帶，直至1997年1月才推出CD。

## 背景
《意亂情迷》專輯推出時是張學友的音樂事業低潮時期的開始，與前兩年發行的唱片對比，該張唱片當年推出時的銷售量已經一落千丈，且該張專輯無論是製作的精細度、唱腔，或是音準，皆與前兩張國語專輯有很大的落差，甚至部分歌曲的音準出現許多明顯失誤。根據張學友本人的自述，他表示當時是由於年輕氣盛，在一夜成名後曾經迅速失去自我並迷失方向。

## 曲目[4]
| 曲序     | 曲目         |               | 作曲            | 编曲         | 备注 | 时长  |
| -------- | ------------ | ------------- | --------------- | ------------ | --- | ----- |
| 1.       | 思念         | 羅大佑        | 羅大佑          | 羅大佑       | 唱作人羅大佑其後再翻唱並收錄於其專輯《告別的年代》內 粵語版為《迷情》                                                   | 5:06  |
| 2.       | 在清晨道別離 | 娃娃          | 陳美威          | 陳玉立       | | 4:17  |
| 3.       | 夜深         | 儂儂          | Diane Warren    | Richard Yuen | 改編自美國歌手El DeBarge的《Private Line》 粵語版為《夜深》                                                             | 3:28  |
| 4.       | 沉默的眼睛   | 娃娃          | 玉置浩二        | 松本敏郎     | 改編自日本組合安全地帶的《Friend》 粵語版為《沉默的眼睛》 同曲曲目：陳百強《細想》（粵語）、順子《Dear Friend》（國語） | 3:59  |
| 5.       | 等你         | 莎莎          | 林敏怡          | 渡邊茂樹     | 粵語版為《等你》 | 3:45  |
| 6.       | 昨日情       | 陳美威 周治平 | 陳美威 周治平   | 陳玉立       | | 4:31  |
| 7.       | 愛情龐克     | 娃娃          | 李士先 王傑     | 陳玉立       | | 3:57  |
| 8.       | 瑪麗亞       | 莎莎          | Drafi Deutscher | 倫永亮       | 改編自德國歌手Drafi Deutscher的《You Want Love (Maria, Maria)》 粵語版為《Maria》                                       | 4:14  |
| 9.       | 太陽星辰     | 儂儂          | 德永英明        | 盧東尼       | 改編自日本歌手德永英明的《Birds》 粵語版為《太陽星辰》                                                                  | 4:06  |
| 10.      | 不再是夢     | 小楊          | 吳大衛          | 渡邊茂樹     | | 4:49  |
| 总时长： | 总时长：     | 总时长：      | 总时长：        | 总时长：     | 总时长： | 42:22 |

## 復刻版本
環球唱片分別於2017年及2018年在香港及台灣推出CD復刻版。

## 資料來源
1. ↑  ,   [2020-02-04], （原始内容存档于2020-02-04） （中文（香港））
2. ↑  ,   [2020-02-04], （原始内容存档于2020-02-05） （中文（中国大陆））
3. ↑  刘天礼编著. . 北京：海潮出版社. 2002年10月: 281. ISBN 7-80151-639-7.
4. 1 2  . ushop.umwebzine.com.   [2020-02-04]. （原始内容存档于2020-02-04） （中文）.
5. ↑  . www.yesasia.com.   [2020-02-04]. （原始内容存档于2020-02-04）.